# 파나소닉 스타디움 스이타
파나소닉 스타디움 스이타(일본어: 市立吹田サッカースタジアム 시리쓰 스이타 삿카 스타지아무[*])은 일본 오사카부 스이타시에 위치한 축구 전용 경기장이다. 40,000명을 수용할 수 있다.
2016년부터 J리그 구단 감바 오사카가 1980년부터 홈구장으로 사용하던 만박 기념 경기장을 대신하여 홈구장으로 사용하고 있다.
2022년 FIFA 월드컵 아시아 지역 최종 예선에서 오만이 일본을 최초로 이긴 곳이다.